# 부산진역 (한국철도공사)
부산진역(Busanjin station, 釜山鎭驛)은 부산광역시 동구 좌천동에 있는 경부선과 동해선 및 우암선의컨테이너 화물 전용 역이다. 동해선은 이 역부터 부전역하고 포항역을 지나서 삼척역까지 모두 지상 구간이다.
1905년 12월 1일 영업을 시작하였으며, 과거에는 완행 열차의 시·종착역 및 일부 방면 열차의 정차역으로 부산역에 버금가는 여객 수요를 보인 바 있었다. 2004년 KTX 개통을 전후로 경부선 이외의 여객열차 업무가 모두 부전역으로 이관(2월 2일)되면서 정차 편수가 급감하자 여객 수요가 현저히 줄어들었다. 결국 2005년 4월 1일에 여객 취급을 완전히 중단하고 대신 컨테이너 화물 기능을 집중시켜 부산광역시에서의 매우 중요한 컨테이너 화물 전용역으로서의 기능을 수행하고 있다.
역 이름은 역 인근에 부산진성이 있기 때문에 붙은 이름으로, 역명과 달리 부산진구와는 전혀 다른 위치에 있다. 인근의 수정동에는 부산 도시철도 1호선 부산진역이 있으며, 부산진역 북쪽에서 부산 도시철도 1호선과 직결되는 선로가 부설되어 있어서 신차 반입 용도로 사용하고 있다.
경부고속선은 부산역에서 바로 이어지기 때문에 부산진역은 경부고속선의 분기역이 아니나, 부산진역 구내에 KTX용 금정터널로 들어가는 지하 선로가 나온다. 이 지하 연결선은 부산진역의 여객용 승강장을 철거하고 그 자리에 만들어졌다. 구 역사는 1979년 10월 7일에 완공되었다. 1997년 9월 후반 당시 비둘기호 최장거리 노선은 부산진역에서 광주까지 가는 노선이였으며 요금은 4,500원이었다.

## 연혁
- 1905년 1월 1일: 영업 개시
- 1920년 11월: 부산 기점 2 마일 62 체인에 설치되었던 역[1]을 현재의 위치로 이전함.[2] 원래의 역은 지금의 부산 도시철도 범일역 서쪽 부근에 있었으며, 역의 이전은 초량~구포 구간(현재의 부산~범일 구간에 해당)의 이설과 함께 이루어졌다.
- 1935년 12월 1일: 동해남부선 개통으로 영업 확대
- 1965년 11월 1일: 초량역, 부산역, 부산진역 3역 부산진역으로 통합.[3] 일시적으로 경부선 종착역 기능 수행.[4]
- 1969년 6월 10일: 부산역의 영업 재개.[5] 경부선 종착역 기능 상실.
- 1979년 9월 18일: 컨테이너 야적장 조성, 컨테이너 수송 개시
- 1979년 10월 7일: 역사 신축, 준공
- 1984년 7월 20일: 부산진~오봉 컨테이너 화물열차 운행 개시
- 1992년 7월 15일: 일반화물 취급 중지
- 1998년 2월 16일: 경전선 부산진~광주 부산진~진주 경부선 부산진~동대구 비둘기호 열차를 통일호로 승격
- 1999년 11월 1일: 부산진역 컨테이너 야적장 합리화사업 준공
- 2004년 2월 2일: 경전선 여객열차 취급  업무를 (한국철도공사) 부전역으로 이관
- 2004년 4월 1일: 통일호 전구간 운행종료
- 2005년 4월 1일: 여객 전 열차 중단

## 직결 선로
- 중앙부두선(4.0km)
- 1부두선(4.0km)
- 2부두선(2.0km)
- 3부두선(4.0km)
- 제 3부두 7번선(0.2km)
- 4부두선(4.0km)
- 제 6부두 컨테이너(3.0km)
- 남선(2.0km)
- 보급창선(2.3km)
- 동아제분선(0.6km)
- 경리선(3.0km)
- 부산진선로반선(1.1km)
- 제 1선로반선(1.9km)
- 제 2선로반선(2.4km)
- 부산객차선(3.0km)
- 유조선(1.4km)

## 배선도
부산진역의 배선도는 다음과 같다.